# Pustý zámek (tvrz)
Pustý zámek (též Doubravice nebo Doubravka) je zaniklá tvrz u Újezda v okrese Beroun ve Středočeském kraji. Nachází se asi jeden kilometr západně od Újezda u hájovny Doubravka. Tvrz, ze které se dochovalo okrouhlé tvrziště, bývala součástí zaniklé vesnice Doubravka připomínané ve třináctém až šestnáctém století. Pozůstatky tvrze jsou chráněny jako kulturní památka.

## Historie
První písemná zmínka o vesnici pochází z roku 1230. Existence tvrze je doložena až roku 1400, kdy na ní žil Hašek z Doubravice. O pět let později tvrz patřila Michalu Chabcovi z Doubravic, který se tehdy se svým bratrem Václavem zavázal platit platit desátek ve výši devíti korců obilí cerhovické faře. Cerhovický farář Jindřich z Libědic v té době také vlastnil, spolu se Zdeňkem z Chajna a Otíkem z Leského, popluží v Doubravici, které koupili od Michala Chabce. V roce 1407 toto popluží prodali Janu Domašínovi z Domašína, novému faráři v Cerhovicích.
Vesnice i s tvrzí zpustly během patnáctého století, ale název Doubravice se dále používal pro okolní les, který patřil k panství hradu Valdek. Poslední zmínka o pusté vsi Doubravice je z roku 1574 (1547), kdy ji Šebestián Pešík z Komárova prodal Jiřímu Zajíci z Hazmburka. Z tvrze se dochovalo okrouhlé tvrziště obehnané příkopem a valem. Podle Augusta Sedláčka na něm stávala věž, jejíž zdivo bylo v osmnáctém století rozebráno a použito při stavbě hospody.